# Sabine Becker (Eisschnellläuferin)
Sabine Becker (* 13. August 1959 in Karl-Marx-Stadt) ist eine ehemalige deutsche Eisschnellläuferin und Sängerin. Ihr Heimatverein war der SC Dynamo Berlin und später der Berliner Schlittschuhclub.
Sie errang bei den Olympischen Winterspielen 1980 in Lake Placid für die Deutsche Demokratische Republik (DDR) startend eine Silbermedaille über 1500 Meter und eine Bronzemedaille über 3000 Meter. Auf beiden Strecken hatte sie zuvor auch die im Dezember 1979 ausgetragenen DDR-Meisterschaften 1980 gewonnen, bei den Weltmeisterschaften war sie 1980 im Mehrkampf Fünfte geworden.
Nachdem sie sich 1981 aus gesundheitlichen Gründen vom Leistungssport zurückgezogen hatte, studierte sie an der Hochschule "Franz Liszt" in Weimar Gesang und trat als Schlagersängerin auf. Da sie sich aber unterwert behandelt fühlte, kehrte sie am 20. Oktober 1986 von einem Privatbesuch in West-Berlin nicht mehr zurück. Sie arbeitete dort zunächst als Gesangslehrerin. Zwei Jahre später begann sie wieder mit dem aktiven Training. Bei den Deutschen Meisterschaften 1989 und 1990 belegte sie auf verschiedenen Einzelstrecken und im Mehrkampf insgesamt vier zweite und einen dritten Platz. Ihre beste internationale Platzierung nach ihrem Comeback war ein vierter Platz über 3000 Meter beim Weltcup-Auftakt im November 1989 in Berlin.